# Egidio Gherlizza
Egidio Gherlizza (Trieste, 6 agosto 1909 – Milano, 1995) è stato un fumettista, disegnatore e drammaturgo italiano.

## Biografia
Nato a Trieste nel 1909, all'epoca parte dell'Impero austro-ungarico, dopo il diploma al liceo artistico, inizia a scrivere commedie per il teatro dialettale che, come ad esempio Ridere ridere ridere, vengono rappresentate dalla compagnia di Cecchelin; contemporaneamente negli anni trenta scrive racconti umoristici per pubblicazioni come il Bertoldo e battute pre vignette disegnate da altri come Giovanni Guareschi, Albertarelli e Steinberg. Arriva a vincere il premio della rivista Marc'Aurelio.
Si trasferisce poi a Milano dove scrive per alcune compagnie teatrali di rivista, come quelle di Dapporto e Maresca. Nell'editoria, nel 1946 prende il posto di Rino Albertarelli nella realizzazione della serie a fumetti Bagonghi il pagliaccio pubblicata su Topolino della Mondadori, all'epoca chiamata Helicon Italiana e poi venne assunto dalla Editoriale Subalpino (poi divenuta Edizioni Alpe) per la quale disegnò fiabe e fumetti su testi di altri autori come ad esempio Jimmy and Johnny, del 1948, scritta da Antonio De Vita. Fu anche membro dello studio Bierecci di Luciano Bottaro e Giorgio Rebuffi. A fine anni 1940 creò un personaggio che verrà pubblicato solo nel 1952, Serafino, e lo stesso anno La Famiglia Chicchirichì, l'orsetto Gianni e il pinguino Marcello, questi ultimi due, in coppia saranno per anni presenti in molte testate della Alpe.  Ha disegnato diverse copertine di altri personaggi dei fumetti, come Picchiarello e Tiramolla.
Crea poi, nel 1963, la serie del Signor Giulivo che verrà ripreso successivamente per la testata Redipicche curata da Luciano Bottaro e Carlo Chendi.
Lavora anche per il mercato francese realizzando vari episodi della serie Kiwi, ideata da Jean Cézard e pubblicati poi anche in Italia da Mini Comics; in Francia vengono anche pubblicate traduzioni dei suoi lavori italiani; dopo la chiusura della Alpe collabora con la Settimana Enigmistica. Morì a Milano nel 1995.